# Die Biene Maja (Anime)
Die Biene Maja (jap. みつばちマーヤの冒険, Mitsubachi Māya no Bōken, dt. „Die Abenteuer der Honigbiene Maja“) ist eine deutsch-österreichisch-japanische Zeichentrick-Fernsehserie von 1975. Die Verfilmung der Romane Biene Maja von Waldemar Bonsels wird, da sie vorrangig in Japan entstand, auch als Anime angesehen. Die Serie wurde genauso wie Pinocchio, Wickie und die starken Männer, Heidi und Sindbad im Auftrag von ZDF und ORF in Japan produziert.
2013 folgte eine neue Adaption als computeranimierte Serie, ebenfalls unter dem Titel Die Biene Maja.

## Inhalt
Die Serie folgt dem Leben der Honigbiene Maja von ihrer Geburt an. Von Kassandra lernt sie, wie man fliegt und Pollen sammelt. Bald fliegt sie weiter von ihrem Stock weg, lernt andere Tiere kennen, darunter den Grashüpfer Flip, und freundet sich mit ihnen an. Ein häufiger Begleiter und bester Freund ist die Drohne Willi.
In der Verfilmung wurden u. a. folgende Figuren und deren Namen neu hinzugefügt:
- Flip, Grashüpfer
- Willi, Drohne, und bester Freund von Maja
- Max, Regenwurm
- Toff & Zürpel, Drohnen und Wächter am Tor des Bienenstocks
- Paul Emsig, Anton, Nick, Ameisensoldaten
- Ameisenoberst
- Bommbus, Hummelkind
- Alexander, Zwergmaus
- Thekla, Kreuzspinne

## Produktion
Die Serie geht auf eine Initiative Josef Göhlens zurück, des damaligen Leiters des Kinder- und Jugendprogramms des ZDF, der zuvor schon den Anstoß für die Umsetzung des Kinderbuchs Wickie und die starken Männer in der gleichnamigen Anime-Serie von 1974 gegeben hatte. Zusammen mit dem US-Zeichner Marty Murphy, einem Mitarbeiter der Hanna-Barbera-Studios, entwarf Göhlen bereits beim ersten gemeinsamen Treffen in den USA die Figuren und Drehbücher für diese japanisch-deutsch-österreichische Koproduktion. Wie schon bei Wickie handelte es sich auch hier um eine Gemeinschaftsproduktion von ZDF und dem Österreichischen Rundfunk ORF.
Die auf Deutsch Die Biene Maja genannte Serie wurde 1975 vom japanischen Trickstudio Zuiyo Enterprise (später in Nippon Animation umbenannt) als Mitsubachi Māya no Bōken (みつばちマーヤの冒険) mit 52 Episoden produziert. Als Koproduzenten traten (auf deutscher Seite) die Firma Peter Films sowie (auf österreichischer Seite) die Apollo-Film Wien und der japanische Sender TV Asahi auf. Regisseur war Hiroshi Saitō, der zuvor bei Wickie und die starken Männer und danach bei Pinocchio Regie führte. Neben ihm waren auch die Regisseure Mitsuo Kaminashi und Seiji Endō beteiligt. Die Drehbücher schrieb Fumi Takahashi und das Charakterdesign entwarf Susumu Shiraume, hingegen wird im Abspann der deutschsprachigen Version lediglich "Buch und Entwürfe Marty Murphy" angegeben und die weiteren Beteiligten verschwiegen.
Nach dem Erfolg der ersten Ausstrahlung beauftragte das ZDF eine Fortsetzung mit abermals 52 Folgen. Diese entstanden vorrangig bei Wako Production durch ein anderes Team als der erste Teil. Regie führte diesmal Mitsuo Kaminashi. Auch wurden neue Figuren wie die Zwergmaus Alexander eingeführt.

### Staffel 1 (1976)
| Folge (ges.) | Folge (St.) | Titel                                                 | Erstausstrahlung Deutschland |
| 01           | 01          | Maja wird geboren                                     | 13. September 1976           |
| 02           | 02          | Maja lernt fliegen                                    | 16. September 1976           |
| 03           | 03          | Maja und die Libelle Schnuck                          | 23. September 1976           |
| 04           | 04          | Maja bei den Ameisen                                  | 30. September 1976           |
| 05           | 05          | Maja und die Stubenfliege Puck                        | 7. Oktober 1976              |
| 06           | 06          | Maja und die Spinne Thekla                            | 14. Oktober 1976             |
| 07           | 07          | Der Waldbrand                                         | 21. Oktober 1976             |
| 08           | 08          | Willi bei den Ameisen                                 | 28. Oktober 1976             |
| 09           | 09          | Maja und der Regenwurm Max                            | 4. November 1976             |
| 10           | 10          | Maja und der Frosch                                   | 11. November 1976            |
| 11           | 11          | Maja und Iffi im Regen                                | 18. November 1976            |
| 12           | 12          | Maja und das Glühwürmchen Jimmy                       | 25. November 1976            |
| 13           | 13          | Maja und die Heuschrecken                             | 2. Dezember 1976             |
| 14           | 14          | Das Wettspringen                                      | 9. Dezember 1976             |
| 15           | 15          | Maja und die kleine Raupe                             | 16. Dezember 1976            |
| 16           | 16          | Ungebetene Gäste                                      | 23. Dezember 1976            |
| 17           | 17          | Maja und der Tausendfüßler Hironimus                  | 30. Dezember 1976            |
| 18           | 18          | Flip sitzt in der Falle                               | 6. Januar 1977               |
| 19           | 19          | Thekla hat sich verrechnet                            | 13. Januar 1977              |
| 20           | 20          | Eine anrüchige Geschichte                             | 20. Januar 1977              |
| 21           | 21          | Das Konzert der Zikaden                               | 27. Januar 1977              |
| 22           | 22          | Maja als Ersatzameise                                 | 3. Februar 1977              |
| 23           | 23          | Wie die Grille befreit wurde                          | 10. Februar 1977             |
| 24           | 24          | Maja sucht einen Wald                                 | 17. Februar 1977             |
| 25           | 25          | Wie es kommt, dass man manche Tiere nicht sieht       | 24. Februar 1977             |
| 26           | 26          | Flips schlimme Familie                                | 3. März 1977                 |
| 27           | 27          | Der Blumenelf                                         | 10. März 1977                |
| 28           | 28          | Max wird operiert                                     | 17. März 1977                |
| 29           | 29          | Die Raupe bekommt ein Haus                            | 24. März 1977                |
| 30           | 30          | Die Fahrt in der Limonadenflasche                     | 31. März 1977                |
| 31           | 31          | Harald, der Spatz                                     | 7. April 1977                |
| 32           | 32          | Maja, die Riesin                                      | 14. April 1977               |
| 33           | 33          | Auf der Flucht vor Spatz und Frosch                   | 21. April 1977               |
| 34           | 34          | Wieland macht eine Hungerkur                          | 28. April 1977               |
| 35           | 35          | Der doppelte Flip                                     | 5. Mai 1977                  |
| 36           | 36          | Wie Maja einen Floh rettet                            | 12. Mai 1977                 |
| 37           | 37          | Wie Maja und Willi über den Winter kommen             | 19. Mai 1977                 |
| 38           | 38          | Der Frühling ist da                                   | 26. Mai 1977                 |
| 39           | 39          | Der Nachtfalter Jack                                  | 2. Juni 1977                 |
| 40           | 40          | Der Kampf um die Blattläuse                           | 9. Juni 1977                 |
| 41           | 41          | Wie die Fliege gefoppt wird                           | 16. Juni 1977                |
| 42           | 42          | Prahlhans Küchenschabe                                | 23. Juni 1977                |
| 43           | 43          | Wie Maja den Termiten hilft                           | 30. Juni 1977                |
| 44           | 44          | Von der Maulwurfsgrille, die keiner zum Freund wollte | 7. Juli 1977                 |
| 45           | 45          | Eier, Eier, nichts als Eier                           | 14. Juli 1977                |
| 46           | 46          | Gustav und Emma                                       | 21. Juli 1977                |
| 47           | 47          | Die Ameise, die nicht mehr mitspielen wollte          | 28. Juli 1977                |
| 48           | 48          | Kurt schummelt                                        | 4. August 1977               |
| 49           | 49          | Der Schönheitswettbewerb                              | 11. August 1977              |
| 50           | 50          | Die Seefahrt                                          | 18. August 1977              |
| 51           | 51          | Gefangen                                              | 25. August 1977              |
| 52           | 52          | Maja kommt nach Hause                                 | 1. September 1977            |

### Staffel 2 (1979)
| Folge (ges.) | Folge (St.) | Titel                              | Erstausstrahlung Deutschland |
| 53           | 01          | Alexander der Große                | 1. September 1979            |
| 54           | 02          | Kraftprotz Herrmann                | 8. September 1979            |
| 55           | 03          | Das Freilichtkonzert               | 15. September 1979           |
| 56           | 04          | Bei ganz feinen Leuten             | 22. September 1979           |
| 57           | 05          | Der geheimnisvolle Käsedieb        | 29. September 1979           |
| 58           | 06          | Hans und Heinz aus Mainz           | 6. Oktober 1979              |
| 59           | 07          | Erntedankfest mit Hindernissen     | 13. Oktober 1979             |
| 60           | 08          | Spuk auf der Waldwiese             | 20. Oktober 1979             |
| 61           | 09          | Königin Maja und Prinzessin Thekla | 27. Oktober 1979             |
| 62           | 10          | Die Maus in der Flasche            | 3. November 1979             |
| 63           | 11          | Besuch aus der Stadt               | 10. November 1979            |
| 64           | 12          | Willi, der Nachtwächter            | 17. November 1979            |
| 65           | 13          | Das Wesen vom anderen Stern        | 24. November 1979            |
| 66           | 14          | Puck und Freda                     | 1. Dezember 1979             |
| 67           | 15          | Alexander geht in die Luft         | 8. Dezember 1979             |
| 68           | 16          | Die Fliegenprinzessin              | 22. Dezember 1979            |
| 69           | 17          | Unerwünschter Besuch               | 5. Januar 1980               |
| 70           | 18          | Die Raubameisen kommen             | 12. Januar 1980              |
| 71           | 19          | Das große Finale                   | 19. Januar 1980              |
| 72           | 20          | Stürmischer Nachmittag             | 26. Januar 1980              |
| 73           | 21          | So ein Theater!                    | 2. Februar 1980              |
| 74           | 22          | Das große Wettfliegen              | 9. Februar 1980              |
| 75           | 23          | Ein goldener Käfer                 | 16. Februar 1980             |
| 76           | 24          | Auf einem anderen Stern            | 23. Februar 1980             |
| 77           | 25          | Wer hilft Emil?                    | 1. März 1980                 |
| 78           | 26          | Lange Nasen und Störenfriede       | 8. März 1980                 |
| 79           | 27          | Hilfe, wer bin ich?                | 15. März 1980                |
| 80           | 28          | Picknick mit Hindernissen          | 22. März 1980                |
| 81           | 29          | Willi in Gefangenschaft            | 29. März 1980                |
| 82           | 30          | Das Alexandrophon                  | 5. April 1980                |
| 83           | 31          | Wo sind Flip und Willi?            | 12. April 1980               |
| 84           | 32          | Die Sache mit dem Bumerang         | 19. April 1980               |
| 85           | 33          | In der Falle                       | 26. April 1980               |
| 86           | 34          | Prinzessin Beatrice                | 3. Mai 1980                  |
| 87           | 35          | Herr Besserwisser                  | 10. Mai 1980                 |
| 88           | 36          | Marvin, der Lebensretter           | 17. Mai 1980                 |
| 89           | 37          | Der falsche Bräutigam              | 24. Mai 1980                 |
| 90           | 38          | Aus dem Lande der Bananen          | 31. Mai 1980                 |
| 91           | 39          | Kein Wasser mehr!                  | 7. Juni 1980                 |
| 92           | 40          | Die Moskitobande                   | 14. Juni 1980                |
| 93           | 41          | Ganz feine Leute                   | 21. Juni 1980                |
| 94           | 42          | Die Königin kommt                  | 28. Juni 1980                |
| 95           | 43          | Maja, das Findelkind               | 12. Juli 1980                |
| 96           | 44          | Das große Skirennen                | 19. Juli 1980                |
| 97           | 45          | Eine Seefahrt, die ist lustig      | 26. Juli 1980                |
| 98           | 46          | Wie Willi die Wiese rettet         | 2. August 1980               |
| 99           | 47          | Die Sache mit dem Fernrohr         | 9. August 1980               |
| 100          | 48          | Krach um Vielliebchen              | 16. August 1980              |
| 101          | 49          | Feuer! Feuer!                      | 23. August 1980              |
| 102          | 50          | Lecker, lecker Eis                 | 30. August 1980              |
| 103          | 51          | Jakob aus dem Paradies             | 6. September 1980            |
| 104          | 52          | Das Blumenfest                     | 13. September 1980           |

### Synchronisation
Auf Deutsch wurde Maja in der Originalserie von der damals elfjährigen Scarlet Cavadenti und Willi vom Synchronautor Eberhard Storeck gesprochen. Die meisten der Sprecher übernahmen im Lauf der Serie mehrere Rollen:
| Rolle                      | Synchronsprecher            | Synchronsprecher  | Synchronsprecher                                    |
| Rolle                      | japanisch (Seiyū)           | japanisch (Seiyū) | deutsch                                             |
| Rolle                      | Staffel 1                   | Staffel 2         | deutsch                                             |
| -------------------------- | --------------------------- | ----------------- | --------------------------------------------------- |
| Maja                       | Michiko Nomura              | Runa Akiyama      | Scarlet Cavadenti                                   |
| Willi                      | Masako Nozawa               | Masako Nozawa     | Eberhard Storeck                                    |
| Flip                       | Ichirō Nagai                | Ritsuo Sawa       | Manfred Lichtenfeld                                 |
| Flips Bruder Flap          |                             |                   | Manfred Lichtenfeld                                 |
| Ameisengeneral             | Ichirō Nagai                | Hozumi Gōda       | Berno von Cramm                                     |
| Tausendfüßler              | Katsuji Mori                |                   | Berno von Cramm                                     |
| Termitenhauptmann          |                             |                   | Berno von Cramm                                     |
| Kassandra                  | Miyoko Asō                  | Reiko Yamada      | Lorley Katz                                         |
| Fräulein Nelly, die Grille |                             |                   | Lorley Katz                                         |
| Spinne Thekla              | Toshiko Sawada Terue Nunami | Noriko Uemura     | Tilli Breidenbach                                   |
| Stubenfliege Puck          | Kōsei Tomita                | Kumiko Mizukura   | Staffel 1: Bruno W. Pantel Staffel 2: Harald Baerow |
| Libelle Schnuck            | Keiichi Noda                |                   | Fee von Reichlin Margit Weinert                     |
| Schmetterlinge             |                             |                   | Fee von Reichlin                                    |
| Schneckenmutter            | Sachiko Chijimatsu          |                   | Alice Franz                                         |
| Hornissenkönigin           | Toshiko Sawada              |                   | Alice Franz                                         |
| Hummel                     | Kazuya Tatekabe             |                   | Gusti Kreissl                                       |
| Marienkäferfrau            |                             |                   | Gusti Kreissl                                       |
| Harald                     |                             |                   | Helga Anders                                        |
| Kleine Ameise              |                             | Seiko Nakano      | Christa Häussler                                    |
| Steinfliege                |                             |                   | Christa Häussler                                    |
| Anton, die Termite         |                             |                   | Christa Häussler                                    |
| Kurt, der Mistkäfer        | Sanji Hase                  | Hideki Fukushi    | Harry Kalenberg                                     |
| Max, der Regenwurm         |                             | Shō Hayami        | Michael Rüth                                        |
| Wanze                      | Shun Yashiro                |                   | Michael Rüth                                        |
| Wieland, der Borkenkäfer   | Shun Yashiro                |                   | Michael Rüth                                        |
| Maulwurfsgrille            |                             |                   | Monika John                                         |
| Seidenraupe                |                             |                   | Monika John                                         |
| Käferfrau                  |                             |                   | Inge Schulz                                         |
| Iffi                       |                             | Reiko Suzuki      | Inge Schulz                                         |
| Ameisenoberst              |                             |                   | Horst Sommer                                        |
| Ameisenlöwe                |                             |                   | Horst Sommer                                        |
| Fangheuschrecke            |                             |                   | Horst Sommer                                        |
| Maus Alexander             |                             | Keiko Toda        | Kurt Zips                                           |
| Jimmy, das Glühwürmchen    |                             | Shō Hayami        | Harald Baerow                                       |
| Alter Mann                 |                             |                   | Willy Friedrichs                                    |
| Johann, die Pferdefliege   | Kaneta Kimotsuki            |                   | Mogens von Gadow                                    |
| Bienenkönigin              | Akiko Tsuboi                |                   | Charlotte Kerr                                      |
| Mutter Marienkäfer         |                             | Seiko Nakano      | Margit Weinert                                      |
| Moskitoweibchen            |                             |                   | Margit Weinert                                      |
| Alois, der Marienkäferpoet |                             |                   | Leo Bardischewski                                   |
| Vater Rotnase              |                             |                   | Leo Bardischewski                                   |
| Gustav                     |                             |                   | Wolfgang Hess                                       |
| Hummelgeneral              |                             |                   | Wolfgang Hess                                       |
| Grille                     |                             |                   | Harald Baerow                                       |
| Wächter                    |                             |                   | Harald Baerow                                       |
| Käferfrau                  |                             |                   | Doris Jensen                                        |
| Raupe                      |                             |                   | Doris Jensen                                        |
| Larve                      |                             |                   | Doris Jensen                                        |
| Madame Butterfly           | Hiromi Tsuru                | Hiromi Tsuru      | Doris Jensen                                        |
| Weberknecht                |                             | Shō Hayami        | Ingo Baerow                                         |
| Schnipp, der Ohrwurm       |                             |                   | Werner Abrolat                                      |
| Carlos                     |                             |                   | Werner Abrolat                                      |
| Dr. Heinrich, die Schnecke |                             |                   | Walter Reichelt                                     |

### Musik
Das deutsche Titellied Die Biene Maja wurde von Karel Gott gesungen und erschien auch auf Schallplatte. Es stammt von Komponist Karel Svoboda und dem Texter Florian Cusano. Der Abspann war eine Instrumentalfassung des Orchesters James Last, die damals so aber nicht veröffentlicht wurde. 2013 wurde das Lied durch eine von Helene Fischer gesungene Version ersetzt. Das Titellied der zweiten Staffel wurde jedoch nur bei den ersten Folgen von Karel Gott gesungen und später durch eine Uptempo-Version von James Last (nicht identisch mit dessen Abspann-Version) ersetzt, die ein Frauenchor sang. Im Gegensatz zu den Fernsehwiederholungen ersetzte man diese bei der DVD-Veröffentlichung jedoch vor allen Folgen durch die Version von Karel Gott.
Eine von Karel Gott und Norbert Dickel 1996 als mögliche Vereinshymne von Borussia Dortmund eingespielte Version der Filmmusik unter dem Titel Schwarzgelb – Wie Biene Maja konnte sich weniger bei den Fans als den Gegnern der Schwarzgelben durchsetzen und wurde unter anderem von Stefan Raab moderiert.

## Veröffentlichung
Die Erstausstrahlung der Serie fand vom 1. April 1975 bis zum 20. April 1976 in Japan statt, durch den Sender TV Asahi.
Die erste Ausstrahlung in der Bundesrepublik Deutschland geschah vom 9. September 1976 bis September 1977 jeweils donnerstags im ZDF, Österreich folgte zehn Tage später. Die Serie entwickelte sich rasch zur bis dahin erfolgreichsten Zeichentrickserie im ZDF, bei der Erstausstrahlung sahen im Schnitt drei bis vier Millionen Kinder zwischen 3 und 13 Jahren zu. Das von Karel Gott gesungene Titellied erreichte als Polydor-Single Anfang Mai 1977 Platz 1 der NDR-Schlagerparade. Eine von Saban Entertainment lokalisierte Fassung wurde von Nickelodeon in den USA gezeigt. Weitere Fernsehausstrahlungen fanden in Frankreich, Spanien, Italien, Jugoslawien, den Niederlanden, Polen, den Philippinen und Portugal statt – oft mit vielen Wiederholungen.
Im Jahr nach der Beendigung der ersten Ausstrahlung wurden fast 40.000 Briefe mit Bitte um Wiederholung an das ZDF geschickt, sodass die Serie ab dem 15. Oktober 1978 jeweils sonntags wiederholt wurde und eine zweite Staffel mit 52 Folgen produziert wurde, die vom 1. September 1979 bis 13. September 1980 erstmals ausgestrahlt wurde. In Japan selbst wurde diese Produktion erst vom 12. Oktober 1982 bis 27. September 1983 von TV Ōsaka gezeigt, unter dem Titel Shin Mitsubachi Māya no Bōken (新 みつばちマーヤの冒険, „Neue Abenteuer der Honigbiene Maja“). Dieser Teil der Serie wurde auch ins Französische, Niederländische, Polnische und Tagalog übersetzt.
Zum 25. Fernsehjubiläum sendete das ZDF am 2. September 2001 die Biene Maja Show live aus der Ferienanlage Land Fleesensee, moderiert von Aleksandra Bechtel und Gregor Steinbrenner. Die Sende- und Verwertungsrechte der Serie liegen derzeit beim belgischen Studio 100 Media.

## Bedeutung
Biene Maja gehörte zusammen mit Heidi und Pinocchio (1976) zu den ersten japanischen Produktionen, die in Deutschland und in Österreich eine „beachtliche Breitenwirkung“ erzielt haben und in der Form von vielen Lizenzprodukten (angefangen von Sammelfiguren bei Heimo folgten Comics und in weiterer Folge auch Fanartikel aller Art). Der Erfolg führte dazu, dass ORF, ZDF und auch andere deutsche Sender weitere Serien in Japan produzieren ließen oder von dort einkauften. Jedoch gab es von journalistischer Seite auch scharfe Kritik am ZDF. Dies ging so weit, dass der verantwortliche Produzent als „Insekten-Jupp“ und „kriminell“ bezeichnet wurde. Die zeitgenössische Kritik verstummte jedoch und die Serie wird zusammen mit einigen anderen als „Kult“ angesehen; Wiederholungen bringen noch immer viele Zuschauer. Im amerikanischen Fernsehen bildete die Serie zusammen mit anderen an Kinder gerichteten Serien, wenn auch nicht als japanische Produktion wahrgenommen, ein Gegenstück zu action-lastigen Produktionen japanischer Herkunft wie Speed Racer und Voltron.